# Cremifania nearctica
Cremifania nearctica är en tvåvingeart som beskrevs av Mcalpine 1963. Cremifania nearctica ingår i släktet Cremifania och familjen markflugor.
Artens utbredningsområde är New Mexico. Inga underarter finns listade i Catalogue of Life.